# 429レコード
429レコード（429 Records）は、日本コロムビア傘下のサヴォイ・レーベル・グループ (SLG) に属していたインディペンデント・レコード・レーベルである。アメリカ合衆国カリフォルニア州サンタモニカに拠点を置いていた。ベテラン・ミュージシャンや1990年代に活躍したオルタナティヴ・ロック・バンドなどを多数抱えていた。
サヴォイが2017年にコンコード・ミュージック・グループによって買収されて、活動を終了した。

## 主な所属アーティスト
- ブルース・トラヴェラー（英語: Blues Traveler）
- ボディーンズ（英語: BoDeans）
- トミー・ボーリン
- ポール・キャラック
- キャンパー・ヴァン・ベートーベン（英語: Camper Van Beethoven）
- トニ・チャイルズ（英語: Toni Childs）
- ジョー・コッカー
- ザ・コンステレーションズ（英語: The Constellations）
- リタ・クーリッジ
- クラッカー (バンド)（英語: Cracker (band)）
- マーシャル・クレンショウ（英語: Marshall Crenshaw）
- スティーヴ・クロッパー
- ドクター・ジョン
- エコー&ザ・バニーメン
- エヴァークリア（英語: Everclear (band)）
- ロバータ・フラック
- ミック・フリートウッド
- ジン・ブロッサムズ
- メイシー・グレイ（英語: Macy Gray）
- ブルース・ホーンズビー
- リトル・フィート
- LL・クール・J
- リサ・ローブ
- ニューヨーク・ドールズ
- ザ・プロクレイマーズ
- ティム・ロビンス
- ロビー・ロバートソン
- ローチェス（英語: The Roches）
- ボズ・スキャッグス
- スマッシュ・マウス
- ソウル・アサイラム
- ザ・ビュー